# Nikolas Muci
Nikolas Marcel Cristiano Muci (Lenzburg, 8 febbraio 2003) è un calciatore svizzero, attaccante del Grasshoppers.

## Carriera

### Club
Muci è cresciuto nel settore giovanile del Lugano, con cui ha debuttato il 7 aprile 2021 nell'incontro di Coppa Svizzera vinto 3-0 contro il Monthey; il 7 maggio seguente ha debuttato anche in Super League contro il Lucerna ed il 13 agosto ha segnato il suo primo gol nella trasferta di coppa vinta 7-1 contro il La Chaux-de-Fonds.
Il 23 giugno 2022 è stato ceduto in prestito biennale al Wil, dove si è reso protagonista complessivamente di 20 reti e 6 assist in 72 incontri. Il 28 giugno 2024 è stato acquistato a titolo definitivo dal Grasshoppers.

### Nazionale
Ha giocato con le nazionali giovanili svizzere Under-16, Under-17, Under-19, Under-20 e Under-21.

## Statistiche

### Presenze e reti nei club
Statistiche aggiornate al 30 novembre 2024.
| Stagione         | Squadra          | Campionato       | Campionato | Campionato | Coppe nazionali | Coppe nazionali | Coppe nazionali | Coppe continentali | Coppe continentali | Coppe continentali | Altre coppe | Altre coppe | Altre coppe | Totale | Totale | Totale |
| Stagione         | Squadra          | Comp             | Pres       | Reti       | Comp            | Pres            | Reti            | Comp               | Pres               | Reti               | Comp        | Pres        | Reti        | Pres   | Reti   |        |
| ---------------- | ---------------- | ---------------- | ---------- | ---------- | --------------- | --------------- | --------------- | ------------------ | ------------------ | ------------------ | ----------- | ----------- | ----------- | ------ | ------ | ------ |
| 2020-2021        | Lugano II        | 2L               | 1          | 0          | -               | -               | -               | -                  | -                  | -                  | -           | -           | -           | 1      | 0      |        |
| 2021-2022        | Lugano II        | 1L               | 19         | 13         | -               | -               | -               | -                  | -                  | -                  | -           | -           | -           | 19     | 13     |        |
| Totale Lugano II | Totale Lugano II | Totale Lugano II | 20         | 13         |                 | -               | -               |                    | -                  | -                  |             | -           | -           | 20     | 13     |        |
| 2020-2021        | Lugano           | SL               | 1          | 0          | CS              | 1               | 0               | -                  | -                  | -                  | -           | -           | -           | 2      | 0      |        |
| 2021-2022        | Lugano           | SL               | 9          | 0          | CS              | 1               | 1               | -                  | -                  | -                  | -           | -           | -           | 10     | 1      |        |
| Totale Lugano    | Totale Lugano    | Totale Lugano    | 10         | 0          |                 | 2               | 1               |                    | -                  | -                  |             | -           | -           | 12     | 1      |        |
| 2022-2023        | Wil              | ChL              | 33         | 11         | CS              | 3               | 1               | -                  | -                  | -                  | -           | -           | -           | 36     | 12     |        |
| 2023-2024        | Wil              | ChL              | 34         | 8          | CS              | 2               | 0               | -                  | -                  | -                  | -           | -           | -           | 36     | 8      |        |
| Totale Wil       | Totale Wil       | Totale Wil       | 67         | 19         |                 | 5               | 1               |                    | -                  | -                  |             | -           | -           | 72     | 20     |        |
| 2024-2025        | Grasshoppers     | SL               | 15         | 3          | CS              | 1               | 1               | -                  | -                  | -                  | -           | -           | -           | 16     | 4      |        |
| Totale carriera  | Totale carriera  | Totale carriera  | 112        | 35         |                 | 8               | 3               |                    | -                  | -                  |             | -           | -           | 120    | 38     |        |

## Palmarès

### Club

#### Competizioni nazionali
- Coppa Svizzera: 1

Lugano: 2021-2022